# Крипке, Сол
Сол Аарон Крипке (англ. Saul Aaron Kripke; 13 ноября 1940[…], Бэй-Шор, Нью-Йорк — 15 сентября 2022, Нью-Йорк, Нью-Йорк) — американский философ

 и логик. Почётный профессор Гарвардского университета, заслуженный профессор Высшей школы и Университетского центра Городского университета Нью-Йорка. Лауреат премии Рольфа Шока по философии и логике (2001), согласно одному из опросов, входит в десятку наиболее важных философов последних 200 лет.
Основные работы — по математической логике, философии языка, философии математики, метафизике, эпистемологии, теории множеств.
В ранних работах внёс значительный вклад в развитие модальной логики. Последующие работы оказали глубокое влияние на аналитическую философию, наиболее значительным вкладом считается метафизическое описание модальности, включающее идею возможных миров как она объясняется в системе, известной как семантика Крипке. Другим важным достижением является демонстрация того, что существуют необходимые апостериорные истины, такие как «вода есть H2O». Также внёс вклад в изучение философии Витгенштейна, оригинальная интерпретация получила известность под названием «Крипкенштейн». Наиболее известной работой Крипке является монография «Тождество и необходимость» (1980).

## Биография
Старший из троих детей выпускников Еврейской теологической семинарии — Майера Крипке (1914—2014), раввина синагоги «Бет Эль» (единственной консервативной конгрегации в Омахе, штат Небраска), и Дороти Крипке (урождённой Карп, 1912—2000), автора образовательных книг для еврейских детей. Семья отца эмигрировала в США из Литвы.
С детства считался вундеркиндом: в возрасте шести лет самостоятельно выучил иврит, к девяти годам прочёл все сочинения Шекспира, изучил философию Декарта и занимался сложными математическими проблемами до окончания начальной школы. Первые научные статьи по модальной логике он написал ещё будучи школьником. После окончания школы в 1958 году поступил в Гарвардский университет, который окончил с summa cum laude дипломом бакалавра по математике. Уже на втором году обучения Крипке вёл курс по логике в Массачусетском технологическом институте. Что необычно для учёного XX века, бакалавр — единственная академическая степень Крипке, каких-либо других академических степеней у него нет.
По окончании университета в 1962 году получил грант по Программе Фулбрайта. В 1963 году был включён в Гарвардское общество стипендиатов. Затем несколько лет преподавал в Гарварде, в 1967 году перешёл в Рокфеллеровский университет в Нью-Йорке, в 1977 году — в Принстонский университет. В 1988 году в Гарварде получил премию Бермана за вклад в гуманитарные науки. С 2002 года преподавал в Высшей школе и Университетском центре Городского университета Нью-Йорка в Манхэттене, там же в 2003 году получил звание заслуженного профессора.
Сам Крипке практически не писал статей: вместо этого он изучал определённую тему, затем на удобном публичном мероприятии — семинаре или лекции — рассказывал о своих умозаключениях, зачастую вступая в сократовский диалог с аудиторией, — а затем разговор расшифровывался, и после серии правок Сол Крипке одобрял публикацию результата. В результате большая часть работ не опубликована, существует лишь в виде аудиозаписей или лично распространяемых рукописей. Сам философ объяснял свою привычку просто: «Я просто ненавижу сидеть и писать — мне этого хватило в школе. Плюс у меня отвратительный почерк».

## Работы
Ключевые работы:

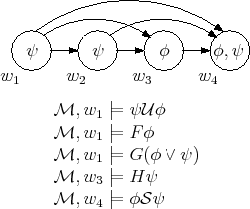
Модели Крипке для систем модальной логики

- семантика Крипке для модальной логики — излагается в нескольких эссе, над которыми Крипке начал работать ещё подростком;
- серия лекций «Именование и необходимость» (англ. Naming and Necessity) 1970 года, прочитанные в Принстонском университете (опубликованы в 1972 и 1980 годах) оказали большое влияние на философию языка;
- интерпретация философии Витгенштейна;
- теория истины.

Также внёс вклад в теорию множеств, предложив и мотивировав один из вариантов аксиоматической теории множеств, известный как теория Крипке — Платека.

### Модальная логика
Две первые работы Крипке — A Completeness Theorem in Modal Logic и Semantical Considerations on Modal Logic (написанная ещё в школе) — посвящены модальной логике. Самые распространенные логики в семье модальных созданы из слабой логики К — названной в честь Крипке за его вклад в развитие этого направления: он представил ставшую де-факто стандартной семантику Крипке (реляционную семантику или фрейм-семантику).
Шкалой Крипке {\displaystyle F} с одним отношением называется пара {\displaystyle (W,R)}, где {\displaystyle W} — это произвольное множество (часто говорят множество возможных миров), а {\displaystyle R\subset W\times W} — отношение на {\displaystyle W} (множество стрелок или упорядоченных пар).
Моделью Крипке {\displaystyle M} называется пара {\displaystyle (F,V)}, где {\displaystyle V} — это оценка на шкале, которая каждой переменной ставит в соответствие множество миров, в которых эта переменная считается истинной. Формально оценку представляют, как функцию из множества переменных {\displaystyle PL} в множество всех подмножеств {\displaystyle W}. Истинность в точке в модели Крипке обозначается с помощью знака {\displaystyle \models } и определяется индукцией по длине формулы:
```

  

    

      

        
M

        
,

        
x

        
⊨

        
p

      

    

    
{\displaystyle M,x\models p}

  

, если  

  

    

      

        
x

        
∈

        
V

        
(

        
p

        
)

      

    

    
{\displaystyle x\in V(p)}

  

  

    

      

        
M

        
,

        
x

        
⊭⊥

      

    

    
{\displaystyle M,x\not \models \perp }

  

  

    

      

        
M

        
,

        
x

        
⊨

        
A

        
→

        
B

      

    

    
{\displaystyle M,x\models A\to B}

  

, если 

  

    

      

        
M

        
x

        
⊭

        
A

      

    

    
{\displaystyle Mx\not \models A}

  

 или 

  

    

      

        
M

        
,

        
x

        
⊨

        
B

      

    

    
{\displaystyle M,x\models B}

  

  

    

      

        
M

        
,

        
x

        
⊨

        
◻

        
A

      

    

    
{\displaystyle M,x\models \Box A}

  

, если 

  

    

      

        
∀

        
y

        
:

        
(

        
x

        
R

        
y

        
⇒

        
M

        
,

        
y

        
⊨

        
A

        
)

      

    

    
{\displaystyle \forall y:(xRy\Rightarrow M,y\models A)}

  

```

### «Именование и необходимость»
В книге «Именование и необходимость» (англ. Naming and Necessity, 1971) Крипке критикует дескриптивистские теории собственных имён, изучая различные варианты дескриптивистских теорий Фреге, Рассела, Витгенштейна, Сёрла и ряда других философов. Согласно дескриптивистским теориям, либо собственные имена синонимичны дескрипциям, либо же референция собственных имён определяется ассоциацией имени с дескрипцией или кластером дескрипций, которые уникальным образом выполняются некоторым данным объектом. Крипке отрицает оба эти вида дескриптивизма. Он приводит различные примеры, нацеленные на обнаружение неадекватности дескриптивизма как теории тех факторов, которые определяют референцию имён (например, Аристотель мог бы умереть в возрасте двух лет, и поэтому он не выполнял бы ни одной дескрипции, которые ассоциированы с его именем, кроме того, было бы ошибочно отрицать, что он являлся Аристотелем).
В качестве альтернативы Крипке описал в общих чертах каузальную теорию референции, согласно которой, имя указывает на объект благодаря наличию каузальной связи с объектом через сообщества говорящих. Он указывает, что собственные имена в отличие от большинства дескрипций являются жесткими десигнаторами. Собственное имя указывает на поименованный объект во всяком возможном мире, в котором этот объект существует, в то время как большинство дескрипций обозначают различные объекты в различных возможных мирах. Например, имя «Никсон» указывает на одну и ту же личность во всех возможных мирах, в которых Никсон существует, но дескрипция (описание) «человек, выигравший президентские выборы в США в 1968 году» может указывать на Никсона, Хамфри или кого-то ещё в разных возможных мирах. Также Крипке обратил внимание на апостериорные необходимости — факты, являющиеся необходимо истинными, но такие, что они могут быть известны только при помощи эмпирических исследований. Примеры апостериорных необходимостей включают в себя такие утверждения как «Гесперус есть Фосфорус», «Цицерон есть Туллий», «вода есть H2O» и другие тождества, в которых два имени указывают на один и тот же объект. Наконец, Крипке сформулировал аргумент против материализма в отношении тождества в философии сознания, то есть, против точки зрения, что всякий ментальный факт тождественен некоторому физическому факту.
Крипке полагает, что единственный способ защитить этот взгляд состоит в том, чтобы интерпретировать тождество как апостериорное необходимое тождество, но такое тождество — например, тождество боли и раздражения C-волокон — не могло бы быть необходимым, учитывая тот факт, что возможна боль, которая не имеет отношения к раздражению C-волокон. Подобные аргументы были выдвинуты Дэвидом Чалмерсом. Крипке также прочитал свои знаменитые лекции по философии имени Джона Локка в 1973 году в Оксфорде. Озаглавленные «Референция и существование», во многом отношении они представляют собой продолжение идей, изложенных в книге «Именование и необходимость», и содержат интересный материал по проблеме вымышленных имён и перцептивных ошибках.

### «A Puzzle about Belief»
Главные предположения Крипке в «Именовании и необходимости» относительно имён собственных: значение имени — это просто объект, к которому относится имя, а референт имени определяется каузальной связью между «наречением» и употреблением имени. Тем не менее, он признавал возможность того, что у пропозиций, содержащих имена, могут быть дополнительные семантические свойства: эти свойства могут объяснить, почему у двух имён, относящихся к одной и той же личности, могут быть разные значения истинности в пропозициях о чьих-то убеждениях.
В своей статье «A Puzzle about Belief» Крипке развивает свою мысль и отрицает даже и эту возможность. Его аргументацию можно кратко реконструировать следующим образом. Идея о том, что два имени, относящихся к одному и тому же объекту, могут обладать разными семантическими качествами, должна объяснять, почему эти имена могут вести по-разному в утверждениях о чьих-то убеждениях. Но то же самое явление может происходить и с именами, которые очевидно обладают идентичными семантическими качествами.
Крипке проводит мысленный эксперимент: не говорящий на иностранных языках французский мальчик Пьер верит, что «Londres est joli» («Лондон — красивый»). Он переезжает в Лондон, не зная, что английское название London соответствует французскому Londres. Он узнает английский язык в бытовом общении, не переводя французские слова на английский, и в результате узнает название «London» по некрасивому району, в котором живёт. Он считает, что «London» — некрасивый. Если мнение Крипке правильно, то теперь Пьер одновременно верит, что «Londres est joli», и что London — некрасивый. Это не удается объяснить разными семантическими свойствами имён, из чего Крипке делает вывод, что аттрибуция дополнительных семантических свойств именам не дает ожидаемых результатов.

## Центр Сола Крипке
В целях сохранения и популяризации работ учёного создан «Центр Сола Крипке» в исследовательском колледже Городского университета Нью-Йорка, организующий тематические мероприятия и ведущий цифровой архив неопубликованных записей, конспектов лекций, переписки Крипке начиная с 1950-х годов.

## Религиозные взгляды
Крипке был ортодоксальным иудеем и считал, что вера помогает ему в философских работах. В интервью с Андреасом Саустатом о том, как религиозные взгляды повлияли на его философию, он сообщил: 
«Я не имею тех предубеждений, которые имеют сегодня многие. Я не верю в натуралистский взгляд на мир. Моё мышление не основывается на предрассудках или каком-то мировоззрении, и я не верю в материализм».

## Семья
Сестра — Мэдлин Крипке (англ. Madeline Kripke; 1943—2020), библиофил и коллекционер.
Жена — Маргарет Гилберт (англ. Margaret Gilbert; род. 1942), также философ, сестра историка Мартина Гилберта.

## Сообщества и награды
- Fulbright Scholar (1962—1963)
- Society of Fellows, Harvard University (1963—1966).
- Стипендия Гуггенхайма (1968, 1977)[11].
- Doctor of Humane Letters, honorary degree, University of Nebraska, 1977.
- Fellow, American Academy of Arts and Sciences (1978).
- Corresponding Fellow, British Academy (1985).
- Howard Behrman Award, Princeton University, 1988.
- Fellow, Academia Scientiarum et Artium Europaea (1993).
- Doctor of Humane Letters, honorary degree, Johns Hopkins University, 1997.
- Doctor of Humane Letters, honorary degree, University of Haifa, Israel, 1998.
- Fellow, Norwegian Academy of Sciences (2000-).
- Schock Prize in Logic and Philosophy, Swedish Academy of Sciences, 2001.
- Doctor of Humane Letters, honorary degree, University of Pennsylvania, 2005.
- Fellow, American Philosophical Society (2005).

## Сочинения

### Книги
- Naming and Necessity. Cambridge, Mass.: Harvard University Press. ISBN 0-674-59845-8, 1970 and reprints 1972.
- Wittgenstein on Rules and Private Language: an Elementary Exposition. Cambridge, Mass.: Harvard University Press, 1982. ISBN 0-674-95401-7.
- Philosophical Troubles. Collected Papers Vol. 1. New York: Oxford University Press, 2011. ISBN 978-0-19-973015-5
- Reference and Existence — The John Locke Lectures. New York: Oxford University Press, 2013. ISBN 978-0-19-992838-5

### Статьи и тезисы
- 1959. «A Completeness Theorem in Modal Logic», Journal of Symbolic Logic 24(1):1-14.
- 1959. «Distinguished Constituents» (abstract), The Journal of Symbolic Logic, 24(4):323.
- 1959. «Semantical Analysis of Modal Logic» (abstract), The Journal of Symbolic Logic, 24(4):323-324.
- 1959. «The Problem of Entailment» (abstract), The Journal of Symbolic Logic, 24(4):324.
- 1962. «‘Flexible’ Predicates of Formal Number Theory», Proceedings of the American Mathematical Society, 13(4):647-650.
- 1962. «The Undecidability of Monadic Modal Quantification Theory», Zeitschrift für Mathematische Logik und Grundlagen der Mathematik 8:113-116
- 1963. «Semantical Considerations on Modal Logic», Acta Philosophica Fennica 16:83-94
- 1963. «Semantical Analysis of Modal Logic I: Normal Modal Propositional Calculi», Zeitschrift für Mathematische Logik und Grundlagen der Mathematik 9:67-96
- 1964. «Transfinite Recursions on Admissible Ordinals, I» (abstract), The Journal of Symbolic Logic, Vol. 29, No. 3, p. 162.
- 1964. «Transfinite Recursions on Admissible Ordinals, II» (abstract), The Journal of Symbolic Logic, Vol. 29, No. 3, p. 162.
- 1964. «Admissible Ordinals and the Analytic Hierarchy» (abstract), The Journal of Symbolic Logic, Vol. 29, No. 3, p. 162.
- 1965. «Semantical Analysis of Intuitionistic Logic I», In Formal Systems and Recursive Functions, edited by M. Dummett and J. N. Crossley. Amsterdam: North-Holland Publishing Co.
- 1965. «Semantical Analysis of Modal Logic II: Non-Normal Modal Propositional Calculi», In The Theory of Models, edited by J. W. Addison, L. Henkin and A. Tarski. Amsterdam: North-Holland Publishing Co.
- 1967. Research Announcement: «Deduction-preserving ‘Recursive Isomorphisms’ between Theories» (with Marian Boykan Pour-El), Bulletin of the American Mathematical Society, 73:145-148.
- 1967. «An Extension of a Theorem of Gaifman-Hales-Solovay», Fundamenta Mathematicae, Vol. 61, pp. 29–32.
- 1967. «Transfinite Recursion, Constructible Sets, and Analogues of Cardinals», Summaries of Talks Prepared in Connection with the Summer Institute on Axiomatic Set Theory, American Mathematical Society, U.C.L.A., pp. IV-0-1 — IV-0-12.
- 1967. «On the Application of Boolean-Valued Models to Solutions of Problems in Boolean Algebra», in Summaries of Talks Prepared in Connection with the Summer Institute on Axiomatic Set Theory, American Mathematical Society, U.C.L.A. (1967), pp. IV-T-1 through IV-T-7.
- 1967. «Deduction-preserving ‘Recursive Isomorphisms’ between Theories» (with Marian Boykan Pour-El), Fundamenta Mathematicae 61:141-163.
- 1971. «Identity and Necessity», In Identity and Individuation, edited by M. K. Munitz. New York: New York University Press.
- 1972 (1980). «Naming and Necessity», In Semantics of Natural Language, edited by D. Davidson and G. Harman. Dordrecht; Boston: Reidel. Sets out the causal theory of reference.
- 1975. «Outline of a Theory of Truth», Journal of Philosophy 72:690-716. Sets his theory of truth (against Alfred Tarski), where an object language can contain its own truth predicate.
- 1976. «Is There a Problem about Substitutional Quantification?», In Truth and Meaning: Essays in Semantics, edited by Gareth Evans and John McDowell. Oxford: Oxford University Press.
- 1976. «A Theory of Truth I. Preliminary Report», abstract, Journal of Symbolic Logic, Vol. 41, No. 2, pp. 556.
- 1976. «A Theory of Truth II. Preliminary Report», abstract, Journal of Symbolic Logic, Vol. 41, No. 2, pp. 556–557.
- 1977. «Speaker’s Reference and Semantic Reference», Midwest Studies in Philosophy 2:255-276.
- 1979. «A Puzzle about Belief», In Meaning and Use, edited by A. Margalit. Dordrecht and Boston: Reidel.
- 1982. «Nonstandard Models of Peano Arithmetic» (with S. Kochen), in Logic and Algorithmics: International Symposium Held in Honor of Ernst Specker, H. Lauchli (ed.), University of Geneva: 277—295.
- 1986. «A Problem in the Theory of Reference: the Linguistic Division of Labor and the Social Character of Naming», Philosophy and Culture (Proceedings of the XVIIth World Congress of Philosophy), Montreal, Editions Montmorency: 241—247.
- 1992. «Summary: Individual Concepts: Their Logic, Philosophy, and Some of Their Uses.» Proceedings and Addresses of the American Philosophical Association 66: 70-73
- 2005. «Russell’s Notion of Scope», Mind 114:1005-1037
- 2008. «Frege’s Theory of Sense and Reference: Some Exegetical Notes», Theoria 74:181-218
- 2009. «Presupposition and Anaphora: Remarks on the formulation of the projection problem», Linguistic Inquiry 40(3):367-386.
- 2009. «The Collapse of the Hilbert Program» (Abstract) Bulletin of Symbolic Logic 15(2):229-231.
- 2011. «The First Person», Philosophical Troubles. Collected Papers Vol. I, Oxford University Press[12].
- 2011. «Two Paradoxes of Knowledge», Philosophical Troubles. Collected Papers Vol. I, Oxford University Press.
- 2011. «Nozick on Knowledge», Philosophical Troubles. Collected Papers Vol. I, Oxford University Press.
- 2011. «A Puzzle about Time and Thought», Philosophical Troubles. Collected Papers Vol. I, Oxford University Press.
- 2011. «Vacuous Names and Fictional Entities», Philosophical Troubles. Collected Papers Vol. I, Oxford University Press.
- 2011. «Unrestricted Exportation and Some Morals for the Philosophy of Language», Philosophical Troubles. Collected Papers Vol. I, Oxford University Press[13].
- 2013. «The Church-Turing 'Thesis' as a Special Corollary of Gödel’s Completeness Theorem», in Computability: Turing, Gödel, Church, and Beyond, Copeland, B. J., Posy, C., and Shagrir, O. (eds), Cambridge, Mass., MIT Press.

### Неопубликованные рукописи и лекции
- 1963. «History and Idealism: the Theory of R. G. Collingwood».
- 1973. John Locke Lectures: «Reference and Existence». (Transcript available in the Philosophy Library, Oxford University)
- 1975. «Three Lectures on Truth». Princeton University[14].
- 197-. «On The Completeness and Decidability of Intuitionistic Propositional Logic».
- 1978. «Time and Identity». Курс, прочитанный в Принстонском университете в 1978 году. Текст лекций не был опубликован, но в обращении находятся несколько его «самиздатовских» версий. Некоторые из идей, изложенных в этих лекциях, обсуждаются Тедом Сайдером в его книге Four-Dimensionalism: An Ontology of Persistence and Time.
- 19-. «Non-Standard Models and Godel’s Theorem: A Model-Theoretic Proof of Godel’s Theorem»[15]
- 1984. «Lessons on Functionalism and Automata». (Delivered at the International Wittgenstein Symposium, 1984. Transcribed by Roderick Chisholm.[16]
- 198-. «A Proof of Gamma.»
- 198-. «A Note on Zabludowski’s Critique of Goodman’s Theory of Projection».
- 1986. «Rigid Designation and the Contingent A Priori: The Meter Stick Revisited» (Notre Dame, 1986).
- 1988/89. «Seminars on Truth». Three-semester seminar at Princeton in 1988-89, only the first two semesters have been transcribed by Jim Cain[17].
- 19- «Semantical Analysis of Intuitionistic Logic II. Undecidability of the Monadic Fragment» (Undated manuscript).
- 19- «Semantical Analysis of Intuitionistic Logic III» (Undated manuscript).
- 1989. «No Fool’s Red? Some Considerations on the Primary/Secondary Quality Distinction»(includes comments by David Velleman). University of Michigan, 1989.
- 1992. Whitehead Lectures: «Logicism, Wittgenstein, and De Re Beliefs about Natural Numbers». Delivered at Harvard University, 1992.
- 1992. «Individual Concepts: Their Logic, Philosophy, and Some of Their Uses». Transcribed by Stephen Webb.
- 1996. «The Ordered Pair: A Philosophical Paradigm Revisited».
- 1996. «Elementary Recursion Theory and its Applications to Formal Systems.» Transcribed by Mario Gomez Torrente and John Barker[18].
- 1999. «The Road to Gödel». (Read at Haifa University, Israel, 1999. Several transcripts exist.
- 2006. «From Church’s Thesis to the First Order Algorithm Theorem», Tel Aviv University, June 13, 2006[19].
- 2007. «Roundtable on Externalism» (Hilary Putnam, Tyler Burge, Saul Kripke, and Michael Devitt). University College Dublin, Ireland[20].
- 2007. «The Collapse of the Hilbert Program». Indiana University, Presidential Lecture[21].
- 2008. «Mathematical Incompleteness Results in Peano Arithmetic, a Revisionist View of the Early History».

### Интервью и статьи о Крипке в прессе
- «New Frontiers in American Philosophy» by Taylor Branch, New York Times Magazine, August 14, 1977.
- «Saul Kripke, Genius Logician. Архивировано из оригинала 2 декабря 2010 года..» Interview by Andreas Saugstad, February 25, 2001.
- «Celebrating CUNY’s Genius Philosopher» by Gary Shapiro, The New York Sun, January 27, 2006.
- «Philosopher, 65, Lectures Not About 'What Am I?' but 'What Is I?'» by Charles McGrath, The New York Times, January 28, 2006.
- "The Best Five Books on the Philosophy of Language». Архивировано из оригинала 6 ноября 2010 года. by Scott Soames, October 15, 2010.

### На русском языке
- Крипке С. А. 1) Теорема полноты в модальной логике; 2) Неразрешимость одноместного модального исчисления предикатов; 3) Семантический анализ модальной логики, ч. 1—2 // Фейс Р. Модальная логика. М., 1974. С. 223—323.
- Крипке С. Семантическое рассмотрение модальной логики // Семантика модальных и интенсиональных логик. М., 1981.
- Крипке С. Тождество и необходимость // Новое в зарубежной лингвистике. Вып. XIII. М., 1982.
- Крипке С. Загадка контекстов мнения // Новое в зарубежной лингвистике. Вып. XVIII. М., 1986.
- Крипке С. А. Витгенштейн о правилах и индивидуальном языке / Перевод В. Руднева // Логос. — 1999. — № 1. — С. 151—185.
- Крипке С. А. Витгенштейн о правилах и индивидуальном языке / Пер. В. А. Ладова, В. А. Суровцева. Под общ. ред. В. А. Суровцева. — Томск: Изд-во Том. ун-та, 2005. — 152 с. — (Библиотека аналитической философии). ISBN 5-7511-1906-1
- Крипке С. Витгенштейн о правилах и индивидуальном языке / Перевод В. А. Ладова, В. А. Суровцева / Под общей редакцией В. А. Суровцева. — М.: «Канон+» РООИ «Реабилитация», 2010. — 256 с.